# Sci di fondo ai IV Giochi olimpici giovanili invernali
Le gare di sci di fondo dei IV Giochi olimpici giovanili invernali si sono svolte al Centro di sci di fondo di Alpensia in Corea del Sud, dal 29 gennaio al 1 febbraio 2024.

## Podi

### Ragazzi
| Evento                  | Oro            | Tempo   | Argento      | Tempo   | Bronzo          | Tempo   |
| 7,5 km tecnica classica | Jakob Moch     | 19'47"2 | Jonas Müller | 19'52"6 | Quentin Lespine | 19'54"1 |
| Sprint                  | Federico Pozzi | 3'16"27 | Jakob Moch   | 3'16"60 | Tabor Greenberg | 3'17"33 |

### Ragazze
| Evento                  | Oro                   | Tempo   | Argento            | Tempo   | Bronzo                | Tempo   |
| 7,5 km tecnica classica | Nelli-Lotta Karppelin | 22'19"6 | Agathe Margreither | 22'30"1 | Annette Coupat        | 22'32"3 |
| Sprint                  | Elsa Taenglander      | 3'33"98 | Kajsa Johansson    | 3'34"24 | Nelli-Lotta Karppelin | 3'34"46 |

### Misti
| Evento                | Oro                                                            | Tempo   | Argento                                                                  | Tempo   | Bronzo                                                                   | Tempo   |
| Staffetta mista 4x5km | Germania Sarah Hofmann Jonas Müller Lena Einsiedler Jakob Moch | 53'07"3 | Francia Agathe Margreither Gaspard Cottaz Annette Coupat Quentin Lespine | 53'13"0 | Svizzera Leandra Schoepfer Nolan Gertsch Ilaria Gruber Maximilian Wanger | 53'13"3 |